# Mandu Kangri
Mandu Kangri (také Mašerbrum Far West) je hora vysoká 7 127 m n. m. nacházející se v pohoří Karákóram v Pákistánu. Hřeben odděluje Mandu Kangri od 2,32 km jihovýchodně vzdáleného 7 821 m vysokého vrcholu Mašerbrum.

## Vedlejší vrchol
Na západ od hlavního vrcholu leží 370 m vzdálený vedlejší vrchol vysoký 7 081 m. Na vrchol Mandu Kangri West (také Mandu Kangri II) nebyl proveden žádný výstup.

## Prvovýstup
Prvovýstup na Mandu Kangri uskutečnila v roce 1988 italská expedice vedená Augustem Zanottem v roce 1988. Dne 8. září vystoupili na vrchol horolezci A. Zanotti, E. Corbellini, S. Andreola, S. Savadelli, F. Bottani, M. Bottani, B. Scanabesi, A. Carminati a P. Campostrini.